# Marquesat d'Aguilar de Vilaür
El marquesat d'Aguilar fou un títol concedit per l'arxiduc Carles l'any 1711 a favor de Josep d'Aguilar Caçador i d'Oluja. Posteriorment, l'any 1920, fou rehabilitat amb la denominació de marquesat d'Aguilar de Vilaür.
Tot i haver estat concedit aquest títol per l'arxiduc Carles d'Habsburg, que no va arribar a regnar a Espanya, va ser reconegut com a títol espanyol pel rei Felip V, quan l'arxiduc Carles, ja emperador d'Àustria, va renunciar als seus drets a la corona d'Espanya i va reconèixer com a rei a Felip V.
La seva denominació fa referència a la localitat de Vilaür, a l'Alt Empordà.

## Marquesos d'Aguilar de Vilaür
|                                                       | Titular                                               | Període                                               |
| Creació per Carles VI del Sacre Imperi Romanogermànic | Creació per Carles VI del Sacre Imperi Romanogermànic | Creació per Carles VI del Sacre Imperi Romanogermànic |
| ----------------------------------------------------- | ----------------------------------------------------- | ----------------------------------------------------- |
| I                                                     | Josep Aguilar i Oluja                                 | 1715- ?                                               |
| Rehabilitació per Alfons XIII                         |                                                       |                                                       |
| II                                                    | Joan Fabra i Sentmenat                                | 1924-1937                                             |
| III                                                   | Maria Eugènia Fabra i Boada                           | 1942-1960                                             |
| IV                                                    | Joan Peláez i Fabra                                   | 1961-actual titular                                   |